# 僕の手紙
「僕の手紙」（ぼくのてがみ）は、日本のガールズロックバンド・ZONEのメジャー11作目（通算12作目）のシングル。

## 概要
- 前作「H・A・N・A・B・I〜君がいた夏〜」から3か月を置いてのシングルで、映像作品『ZONE CLIPS 01〜Sunny Side〜』と同時発売された。
- 3作連続でレーベルゲートCD規格で発売され、後の2004年7月7日に「true blue/恋々…」と共に改良されたレーベルゲートCD2規格と従来のCD規格の2形態が再発売された。
- カップリング曲が2曲収録されるのは「believe in love」以来11作ぶり、メジャーデビュー後としては初となった。
- 表題曲はフジテレビ系列『HEY!HEY!HEY! MUSIC CHAMP』のエンディングテーマに、カップリング1曲目はテレビアニメ『アストロボーイ・鉄腕アトム』のエンディングテーマにそれぞれ起用された。表題曲のタイアップを手掛けるのも『アストロボーイ・鉄腕アトム』のタイアップを手掛けるのも「true blue/恋々…」以来2作ぶりとなった。
- 翌月に短期大学進学のためTAKAYOが年内脱退を表明したため、本作はTAKAYOが参加した最後のシングルとなった[1]。
- 「secret base〜君がくれたもの〜」以来8作ぶりにシングルにおける自身最高位であるオリコン初登場2位を獲得。7作連続、通算8作目のトップ3入りを果たした。

## 収録曲
1. 僕の手紙 [4:46]
作詞・作曲：町田紀彦
編曲：山原一浩
2. 鉄腕アトム [4:04]
作詞：谷川俊太郎
作曲：高井達雄
編曲：山原一浩
同名曲のリアレンジカバー。表記はないが『ASTRO Girlz & Boyz』がスカ・パンク調だったのに対し、本バージョンはバラード調となっている。
3. mind [3:30]
作詞・作曲：町田紀彦
編曲：山原一浩
4. 僕の手紙 (backing track) [4:44]
作曲：町田紀彦
編曲：山原一浩
表題曲のバッキングトラックバージョン。
5. 鉄腕アトム (backing track) [4:04]
作曲：高井達雄
編曲：山原一浩
カップリング曲のバッキングトラックバージョン。
6. mind (backing track) [3:29]
作曲：町田紀彦
編曲：山原一浩
カップリング曲のバッキングトラックバージョン。

## タイアップ
- フジテレビ系列音楽番組『HEY!HEY!HEY! MUSIC CHAMP』2002年10月-12月度エンディングテーマ (#1)
- フジテレビ系列日曜アニメ『アストロボーイ・鉄腕アトム』後期エンディングテーマ (#2)

## 楽曲の収録アルバム
- N (#1)
- E 〜Complete A side Singles〜 (#1)
- ura E 〜Complete B side Melodies〜 (#3)